# Beignets de tomates vertes (roman)
Cet article concerne le livre. Pour le film, voir Beignets de tomates vertes.
Beignets de tomates vertes (Fried Green Tomatoes at the Whistle Stop Cafe) est un roman de Fannie Flagg édité en 1987.
Le livre mêle le passé et le présent grâce à l'amitié entre Evelyn Couch, une femme au foyer dans la quarantaine, et Ninny Threadgoode, une femme âgée qui vit dans une maison de soins infirmiers. Chaque semaine, Evelyn rend visite à Ninny, qui raconte ses histoires sur sa jeunesse à Whistle Stop, en Alabama, où sa belle-sœur, Idgie et son amie, Ruth, ont dirigé un café. Ces histoires, ainsi que l'amitié de Ninny, permettent à Evelyn de commencer une nouvelle vie tout en permettant aux personnes et aux histoires de la vie de Ninny de « vivre ».
Le livre fait l'objet d'une adaptation cinématographique, Beignets de tomates vertes (1991), réalisée par Jon Avnet.